# РХМ-5
РХМ-5 — российская разведывательная химическая машина для ВДВ. Создана на базе БМД-3. Разработана и выпускается ОАО «Завод Тула». Принята на вооружение российских ВДВ в 2012 году.

## Сфера применения
Предназначена для ведения радиационной, химической и неспецифической биологической разведки, обеспечения передачи данных разведки в автоматизированную систему управления войсками.
Применение РХМ-5 позволяет:
- получать в реальном масштабе времени разведывательную информацию о РХБ и метеорологической обстановке с отображением её на карте в машине разведки и пункте приёма информации;
- контролировать выполнение задач подчиненными расчётами и оперативно их уточнять в зависимости от складывающейся обстановки;
- при ведении наблюдения в районе расположения войск контролировать химическую обстановку в радиусе до 6 км и своевременно осуществлять оповещение о применении химического оружия.

## Оборудование
- Дозиметр-радиометр ИМД-2НМ
- Измеритель мощности ИМД-21Б
- Газосигнализатор ГСА-3
- Комплект приборов КПХР-3
- Сигнализатор АСП-13
- Система информационно-навигационная «Контроль-2Д» (индекс 14Ц834)
- Система навигации СН-РХР
- Аппаратура Т-236-В
- Радиостанции Р-163-50У, Р-163-УП
- Комплект отбора проб КПО-1
- Комплект метеорологический АМК-П
- Прибор химической разведки ПХРДД-3